# Monastère patriarcal Saint-Élie
Le monastère patriarcal Saint-Élie (en arabe : دير مار إلياس البطريركي / dayr mār ilyās al-baṭriyarkī) est un monastère stavropégique grec-orthodoxe du Liban. Il constitue la résidence d'été du patriarche orthodoxe d'Antioche. Des célébrations y ont habituellement lieu en l'honneur de saint Élie le 20 juillet de chaque année.

## Géographie
Le monastère est juché à 1150 mètres d'altitude, sur une falaise de grès à 31 km de  Beyrouth, dans le district du Metn. Il domine la bourgade de Chouveïr. La région entière est couverte de forêts de pins et le secteur autour de Saint-Élie est inhabituellement riche d'une flore fort diverse, avec des chênes, des eucalyptus, des saules, des érables, ainsi que des vergers de pommiers, de poiriers, de pruniers et des terrasses de vignobles sur les pentes.

## Histoire
La date de fondation du monastère n'est pas connue avec certitude. Les archives, les inscriptions et l'architecture donnent des informations contradictoires. Cependant des fondations anciennes comprenant six cellules monastiques réunies par deux salles plus grandes ayant probablement servi de chapelle à double nef, le tout creusé dans la falaise, sont complétées du côté ouvert par un plafond voûté et un mur épais. Ces vestiges sont datables du Ve ou VIe siècle et d'autres de la période des  Croisades. Il est certain que Saint-Élie, comme la plupart des monastères de la région, a été refondé à l'époque ottomane après une longue période d'abandon. Les documents les plus anciens trouvés au monastère évoquent l'achat de terres en l'an 1004 dans le calendrier islamique, c'est-à-dire en 1595 ou 1596. L'historien Edmond Blaybel estime que le monastère a été construit en 1612 sur une parcelle appartenant au prêtre Boutros al-Klink.
En 1728, le monastère accueille le voyageur russe Basile Grigorovitch-Barsky. De ses écrits à propos du monastère, l'on apprend qu'il était plutôt petit (5 ou 6 moines) et modeste. Les moines y travaillaient la sériciculture, la culture maraîchère et la viticulture. En outre, les moines respectaient parfaitement la clôture monastique selon Grigorovitch-Barsky. En 1749, il est définitivement attribué aux grecs-orthodoxes (après une période trouble due aux divergences entre grecs-catholiques et grecs-orthodoxes) et en 1760 il est reconstruit après un tremblement de terre catastrophique.
Dans les années 1840, l'archimandrite Porphyre se rend à Saint-Élie et y trouve huit moines, nombre qui reste stable jusqu'à la fin du XIXe siècle. C'est à cette époque que le diplomate russe Constantin Basili s'y rend et termine sa monographie intitulée La Syrie et la Palestine sous la domination turque. Pendant une grande partie du XIXe siècle jusqu'aux années 1970, le monastère a abrité une école renommée pour les garçons de la région.
Au milieu du XIXe siècle, Ech-Chouveïr devient un lieu prisé des familles chrétiennes, ainsi que des étrangers pour passer l'été plus au frais en montagne. Après les massacres des chrétiens de Damas en 1860 et la destruction et le saccage de la résidence du patriarche, Saint-Élie devient la résidence du patriarche d'Antioche, Hiérothée .
Les orientalistes russes Agaphanguel Krimski en 1897 et Ignati Kratchkovski en 1908 en laissent de pittoresques descriptions, dépeignant les cérémonies et les promenades des gens autour du monastère pour la fête de la Saint-Élie.
Verd 1910, il est question entre la Russie et le patriarcat d'Antioche de donner le monastère à des moines russes du Mont Athos. La déclaration de guerre de l'Empire ottoman à l'Empire russe en 1915 et la révolution de 1917 interrompent les tractations.
Au cours du XXe siècle, le monastère s'agrandit, la dernière fois en 1997. Pendant la  guerre civile libanaise (1975-1990), il est à plusieurs reprises la cible de l'artillerie lourde des milices islamiques.

## Situation actuelle
Aujourd'hui le monastère abrite aussi le tribunal ecclésiastique du patriarcat orthodoxe d'Antioche. C'est également la résidence d'été du patriarche et quelquefois s'y tiennent des synodes et des conférences.Tous les ans, des rencontres de parlementaires, de représentants des ministères et d'associations orthodoxes y ont lieu.
Le monastère possède aussi quelques fermes et parcelles agricoles où travaillent les moines.
Le monastère conserve une collection remarquable d'icônes (dont la plus ancienne date du Xe ou XIe siècle et représente saint Élie), plus d'une soixantaine de livres manuscrits du XVIe au XIXe siècle (dont cinquante-quatre livres liturgiques, des sermons de saint Jean Chrysostome, la Foi orthodoxe de saint Jean Damascène, L'Échelle des vertus de saint Jean Climaque). Le manuscrit le plus précieux est sans doute le Typicon de saint Saba datant de 1595. Des évangéliaires sont transmis en 1848 par le métropolite Philarète de Moscou. L'iconostase en bois de noyer est admirable. On y voit trois icônes de style aleppin datant de 1761 de la main de l'évêque de Tripoli, Barthénios. Elles représentent respectivement le Christ, la Mère de Dieu et saint Élie. Trois autres icônes sont d'origine russe et datent des années 1910 et représentent saint Jean-Baptiste, saint Georges bravant le dragon et saint Spiridon, offertes lorsque quelques moines russes se sont joints à la communauté entre 1910 et 1915. Enfin une icône du début du XIXe siècle représente la vie de saint Élie.
L'abbé (higoumène) du monastère est actuellement l'évêque d'Apamée (Syrie) Élie Nazim.